# Ченчикова, Ольга Ивановна
Ольга Ива́новна Че́нчикова (род. 17 мая 1956, Москва) — советская балерина и педагог. Артистка Пермского театра оперы и балета в 1974—1977 годах, с 1977 года — солистка Ленинградского театра оперы и балета им. Кирова, с 1991 года — балетмейстер-репетитор этого театра. Народная артистка РСФСР (1983), лауреат Государственной премии РСФСР имени Глинки (1977).

## Биография
Училась в Пермском хореографическом училище. В 1973 году принимала участие в Московском конкурсе артистов балета и стала его лауреатом. После выпуска в 1974 году (класс педагога Л. П. Сахаровой) была принята в балетную труппу Пермского театра оперы и балета имени П. И. Чайковского. В 1977 году вместе с мужем, Маратом Даукаевым, перешла в Ленинградский театр оперы и балета имени С. М. Кирова. Вскоре стала прима-балериной театра
Ольга Ченчикова владеет виртуозной техникой танца, обладает академической строгой манерой исполнения, чувством стиля. Её движения естественно складываются в гармоничные композиции, танец становится содержательным и образным.
С 1991 года также начала работать как педагог-репетитор. В середине 1990-х получила травму, после чего решила закончить свою исполнительскую карьеру и сосредоточиться на репетиторской работе. Среди её учениц были Диана Вишнёва, Алина Сомова и другие балерины Мариинского театра.
В настоящее время — балетмейстер — репетитор Большого театра.

### Семья
Первый брак — Марат Даукаев, балетный танцовщик.
Второй брак — Махар Вазиев, солист, затем заведующий балетной труппой Мариинского театра (в 1995—2008 годах) . Дочь Мария (род. ок. 1989). В возрасте трёх лет снималась в фильме «Последняя тарантелла» (1992).

## Репертуар
Пермский театр оперы и балета
- Сванильда — "Коппелия Л. Делиба, хореография А. Горского
- Одетта и Одиллия — «Лебединое озеро» П. И. Чайковского, хореография М. И. Петипа и Л. И. Иванова
- Китри, Повелительница дриад — «Дон Кихот» Л. Минкуса, хореография М. И. Петипа, А. А. Горского
- Солистка — «Пахита» Л. И. Минкуса, Гран па, хореография М. И. Петипа
- Аврора — «Спящая красавица» П. И. Чайковского, хореография М. И. Петипа
- Кармен — «Кармен-сюита» Ж. Бизе-Р. Щедрина, хореография Л. Б. Климовой (*)
- Беатриче — «Слуга двух господ» М. И. Чулаки, хореография Н. Н. Боярчикова (*)

(*) — первый исполнитель партии на сцене Пермского театра.
Ленинградский театр оперы и балета / Мариинский театр
- Одетта и Одиллия — «Лебединое озеро» П. И. Чайковского, хореография М. И. Петипа и Л. И. Иванова
- Китри, Повелительница дриад, Уличная танцовщица — «Дон Кихот» Л. Минкуса, хореография М. И. Петипа, А. А. Горского
- Мирта — «Жизель» А. Адана, хореография Ж. Коралли и Ж.-Ж. Перро в редакции М. Петипа
- Зарема — «Бахчисарайский фонтан» Б. В. Асафьева, хореография Р. В. Захарова
- Никия, Гамзатти — «Баядерка» Л. Минкуса, хореография М. И. Петипа
- Раймонда — «Раймонда» А. К. Глазунова, хореография М. И. Петипа в редакции К. М. Сергеева
- Аврора — «Спящая красавица» П. И. Чайковского, хореография М. И. Петипа в редакции К. М. Сергеева
- Эсмеральда — «Собор Парижской богоматери» М. Жарра, хореография Р. Пети
- Мехменэ Бану — «Легенда о любви» балет Арифа Меликова, либретто Назыма Хикмета, хореография Юрия Григоровича
- Солистка — Гран па из балета «Пахита»
- Медора — «Корсар» на музыку А. Адана и др., пост. П А. Гусева
- «Opus 5» на музыку И. С. Баха, хореография М. Бежара
- Вальс — сцена польского бала в опере М. И. Глинки «Иван Сусанин», хореография Р. В. Захарова
- Эгина — «Спартак» на муз. А. И. Хачатуряна, хореография Л. В. Якобсона
- Солистка — «Тема с вариациями» П. И. Чайковского, хореография Джорджа Баланчина (партнёр — Махар Вазиев)
- 18 марта 1992 — 2-й дуэт*, «В ночи» на музыку Шопена, хореография Джерома Роббинса (партнёр — Махар Вазиев)

(*) — первый исполнитель партии на сцене Мариинского театра.

## Фильмография
- 1983 — «Раймонды многоликий образ», фрагменты I акта (телевизионный фильм-балет, режиссёр Е. Попова)
- 1985 — «Принц и нищий» (телевизионный фильм балет, режиссёр Игорь Шадхан, «Лентелефильм»
- 1987 — «Гран па в белую ночь», дуэт из балета «Наш Фауст» (документальный фильм)
- 1992 — «Последняя тарантелла» (телевизионный фильм-балет, режиссёр Александр Белинский)

## Награды и премии
- 1973 — Серебряный призёр Международного конкурса артистов балета в Москве
- 1981[источник не указан 972 дня] — заслуженная артистка РСФСР
- 1983 — народная артистка РСФСР
- 1977 — Государственная премия РСФСР имени М. И. Глинки (за исполнение партии в спектакле «Слуга двух господ» М. И. Чулаки на сцене Пермского АТОБ имени П. И. Чайковского)